# Récompenses des Pelicans de La Nouvelle-Orléans
Les Pelicans de La Nouvelle-Orléans sont une franchise de basket-ball américaine évoluant dans la National Basketball Association. Cet article regroupe l'ensemble des récompenses des Pelicans de La Nouvelle-Orléans durant les saisons NBA.

## Titres de l'équipe

### Champion NBA
Les Pelicans n'ont pas remporté de titre NBA.

### Champion de conférence
Ils ont n'ont pas remporté de titre de conférence.

### Champion de division
Les Pelicans ont été une fois champion de leur division : 2008.
Ce titre a été obtenu au sein de la division Sud-Ouest.

## Titres individuels

### Rookie de l'année
- Chris Paul – 2006

### Meilleure progression de l'année
- Brandon Ingram – 2020

### Entraîneur de l'année
- Byron Scott – 2008

### NBA Sportsmanship Award
- P. J. Brown – 2004

### Twyman-Stokes Teammate of the Year Award
- Jrue Holiday – 2020

## Hall of Fame

### Joueurs
Aucun homme ayant joué aux Pelicans principalement, ou de façon significative pendant leur carrière n'a été introduit au Basketball Hall of Fame (également appelé Naismith Memorial Basketball Hall of Fame).
| Joueur | Activité aux Pelicans | Activité aux Pelicans           | Hall of Fame        |
| Joueur | Années                | Titres avec La Nouvelle-Orléans | Année intronisation |
| ------ | --------------------- | ------------------------------- | ------------------- |
|        |                       |                                 |                     |

### Entraineurs, managers et contributeurs
| Personnalité | Activité aux Pelicans | Activité aux Pelicans           | Activité aux Pelicans | Hall of Fame        | Hall of Fame |
| Personnalité | Années                | Titres avec La Nouvelle-Orléans | Fonction              | Année intronisation | Qualité      |
| ------------ | --------------------- | ------------------------------- | --------------------- | ------------------- | ------------ |
|              |                       |                                 |                       |                     |              |

## Maillots retirés
Le maillot retiré de la franchise des Pelicans est le suivant :
- 7 - Pete Maravich

## Récompenses du All-Star Week-End

### Sélections au All-Star Game
Liste des joueurs sélectionnés pour le All-Star Game, en tant que joueur des Pelicans de La Nouvelle-Orléans :
- Jamal Mashburn – 2003
- Baron Davis – 2004
- Jamaal Magloire – 2004
- Chris Paul (x4) – 2008, 2009, 2010, 2011
- David West (x2) – 2008, 2009
- Jrue Holiday – 2013
- Anthony Davis (x6) – 2014, 2015, 2016, 2017, 2018, 2019
- DeMarcus Cousins – 2018
- Brandon Ingram – 2020
- Zion Williamson (x2) – 2021, 2023

### MVP du All-Star Game
- Anthony Davis – 2017

### Entraîneur au All-Star Game
- Byron Scott – 2008

### Vainqueur du Skills Challenge
- Baron Davis — 2004

## Distinctions en fin d'année

### All-NBA Team

#### All-NBA First Team
- Chris Paul – 2008
- Anthony Davis (x3) – 2015, 2017, 2018

#### All-NBA Second Team
- Chris Paul – 2009

#### All-NBA Third Team
- Jamal Mashburn – 2003
- Baron Davis – 2004
- Chris Paul – 2011

### NBA All-Rookie Team

#### NBA All-Rookie First Team
- Chris Paul – 2006
- Darren Collison – 2010
- Anthony Davis – 2013
- Zion Williamson – 2020

#### NBA All-Rookie Second Team
- Marcus Thornton – 2010
- Herbert Jones – 2022
- Yves Missi – 2025

### NBA All-Defensive Team

#### NBA All-Defensive First Team
- Chris Paul – 2009
- Anthony Davis – 2018
- Jrue Holiday – 2018
- Herbert Jones – 2024

#### NBA All-Defensive Second Team
- Chris Paul (x2) – 2008, 2011
- Anthony Davis (x2) – 2015, 2017
- Jrue Holiday – 2019